# Salgueiro-do-ártico
O salgueiro-do-ártico (AO 1945: salgueiro-do-árctico; Salix arctica) é uma espécie de salgueiro, sendo um arbusto de pequenas dimensões. É a planta lenhosa que vive mais a norte do planeta, encontrando-se no extremo norte da Gronelândia.